# Opercularia ovata
Opercularia ovata är en måreväxtart som beskrevs av Joseph Dalton Hooker. Opercularia ovata ingår i släktet Opercularia och familjen måreväxter. Inga underarter finns listade i Catalogue of Life.